# 野球キューバ代表

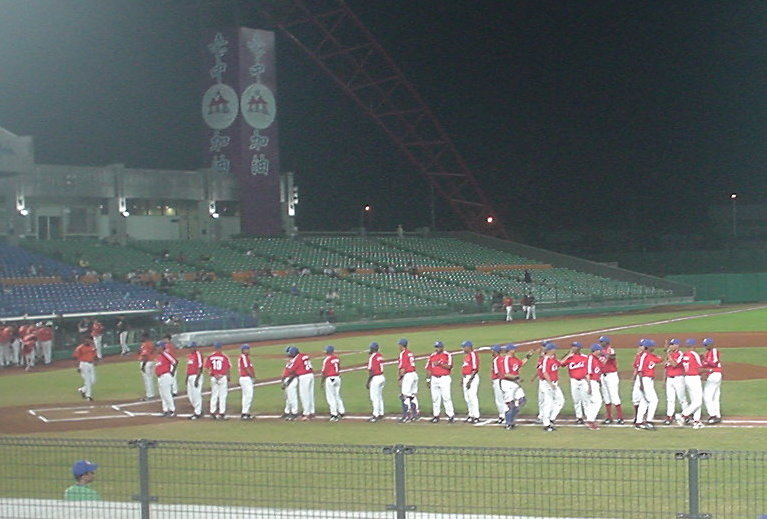
2006年のIBAFインターコンチネンタルカップに優勝したときのキューバ代表。

野球キューバ代表（やきゅうキューバだいひょう、Selección de béisbol de Cuba）は、キューバにおける野球のナショナルチーム。
赤いユニフォームが特徴で「赤い稲妻」「赤い軍団」とも表現される。

## 実績
セリエ・ナシオナル・デ・ベイスボルとそのファーム組織所属の選手から選抜され、トップのA代表、27歳以下のユニバーシアードクラスの大会に出場するB代表、それ以外の小さな大会に出場するC代表（結成されない年もある。）に振り分けられるのが通常である。
夏季オリンピックで野球が正式種目となった1992年のバルセロナオリンピック以降の5大会で、3度の金メダル（バルセロナオリンピック、アトランタオリンピック、アテネオリンピック）と2度の銀メダル（シドニーオリンピック、北京オリンピック）を獲得している。その他インターコンチネンタルカップで17大会中優勝11回、ワールドカップで39大会中優勝25回等、実績では他国を圧倒していた。1951年のワールドカップで3位となって以来、主要な国際大会では2009年WBC2次予選で敗退するまで常に決勝戦に進出して優勝または準優勝しており、特に1982年から1997年にかけて出場した全ての大会で優勝し、1991年から6年間、国際試合で無敗を記録していた。このことから野球キューバ代表は、「アマチュア最強チーム」との呼び声も高かった。
MLB選手が多数参加し、2006年に行われた第1回WBCでも、決勝戦では日本代表に敗れたものの、ドミニカ共和国代表を始めとするMLBのオールスター級を揃えた各国代表に勝利し、準優勝となった。
2009年の第2回WBCの2次ラウンドで日本代表と2度戦うが、2回とも完封負けで敗退した。58年ぶりに主要な国際大会での決勝進出を逃し、ベスト4入りを逃した。
2012年11月には、チャイニーズタイペイ代表と中華職業棒球大聯盟(CPBL)選抜とサンダーシリーズ、日本代表と「侍ジャパンマッチ2012「日本代表 VS キューバ代表」」と立て続けに国際親善試合が行われた。
2013年2月21日には、台湾で韓国のプロ野球チーム・NCダイノスと親善試合を行う予定だったが使用球を巡って意見が合致せず、当日試合開始15分から20分前に急遽中止となった。3月に第3回WBCに出場するもオランダ代表と2度戦って2回とも敗れ、2大会連続でベスト4入りを逃した。
2016年1月には、オランダ代表と強化試合を行う予定だったが雨天中止となった。3月22日にタンパベイ・レイズとハバナで親善試合を開催した。その後、監督がロヘル・マチャドに交代され、6月には北米遠征を行いカナディアン・アメリカン・リーグに参戦した。7月には同時期に北米遠征を行っていた四国アイランドリーグplusの選抜チームと親善試合が行われた。2017年の第４回WBCはグランマのカルロス・マルティが監督をすることになったが、前大会と同じく2次ラウンドで敗退した。

## 特徴
パワフルかつ柔軟な打撃と堅実な守備・走塁を持ち味としている。しかし、専ら長打という訳ではなくバントや盗塁などの小技や選球眼も優れている。一方で投手陣も高水準だが、野手ほどの評価を受けていない。近年では、投手を中心に高齢化が際立っている。

## 成績

### オリンピック
- 1992年 - 優勝　監督　ホルヘ・フエンテス
- 1996年 - 優勝　監督　ホルヘ・フエンテス
- 2000年 - 準優勝　監督　セルビオ・ボルヘス
- 2004年 - 優勝　監督　イヒニオ・ベレス
- 2008年 - 準優勝　監督　アントニオ・パチェコ
- 2021年 - アメリカ予選敗退

### ワールド・ベースボール・クラシック
- 2006年 - 準優勝 / 監督 イヒニオ・ベレス
- 2009年 - 2次ラウンド敗退 / 監督 イヒニオ・ベレス
- 2013年 - 2次ラウンド敗退 / 監督 ビクトル・メサ
- 2017年 - 2次ラウンド敗退 / 監督 カルロス・マルティ
- 2023年 - ベスト4 / 監督 アルマルド・ヨンソン
- 2026年 - 出場権獲得

### WBSCプレミア12
- 2015年 - 6位
- 2019年 - 10位
- 2024年 - 11位

### IBAFワールドカップ
- 1939年 - 優勝
- 1940年 - 優勝
- 1941年 - 準優勝
- 1942年 - 優勝
- 1943年 - 優勝
- 1944年 - 3位
- 1950年 - 優勝
- 1951年 - 3位
- 1952年 - 優勝
- 1953年 - 優勝
- 1961年 - 優勝
- 1969年 - 優勝
- 1970年 - 優勝
- 1971年 - 優勝
- 1972年 - 優勝
- 1973年 - 優勝
- 1976年 - 優勝
- 1978年 - 優勝
- 1980年 - 優勝
- 1984年 - 優勝
- 1986年 - 優勝
- 1988年 - 優勝
- 1990年 - 優勝
- 1994年 - 優勝
- 1998年 - 優勝
- 2001年 - 優勝
- 2003年 - 優勝
- 2005年 - 優勝
- 2007年 - 準優勝
- 2009年 - 準優勝
- 2011年 - 準優勝

### IBAFインターコンチネンタルカップ
- 1979年 - 優勝
- 1981年 - 準優勝
- 1983年 - 優勝
- 1985年 - 優勝
- 1987年 - 優勝
- 1989年 - 優勝
- 1991年 - 優勝
- 1993年 - 優勝
- 1995年 - 優勝
- 1997年 - 準優勝
- 1999年 - 準優勝
- 2002年 - 優勝
- 2006年 - 優勝
- 2010年 - 優勝

### イタリアンベースボールウィーク
- 2005年 - 優勝
- 2007年 - 優勝
- 2009年 - 優勝
- 2010年 - 不参加
- 2012年 - 不参加
- 2014年 - 不参加
- 2016年 - 不参加

## 代表選考
野球の国際大会にプロ選手の参加が認められてからも、各国はプロリーグの日程を優先したり、主力選手の離脱に難色を示すプロ球団の意向などもあり、代表チームで最高の選手を揃えることは難しい。だが、キューバ球界は例外で国際大会での勝利を最優先し、国内リーグの日程を国際大会参加に支障がないように組んでいる。
キューバ国内リーグは2段階に分けられている。第1段階はセリエ・ナシオナル・デ・ベイスボルと呼ばれるもので、11月から翌年4月まで全16球団で戦うリーグ戦である。これが終わると、日本などのプロ野球リーグに派遣される選手などは除き、第2段階のスーペル・リーガに移る。スーペル・リーガは2002年から始まったもので、セリエ・ナシオナルで優秀な成績を残した選手のみが招集され、5球団に分けられて28試合を戦う。毎年5月から7月にかけて開催され、ここで優秀な成績をあげた選手が代表候補となる。その後各国代表などと強化試合を行い、日本などのプロ野球リーグに派遣される選手を含めて、最終的な代表が決定する。
大学代表チームも週1回大学に通っていれば学生とみなされるため、ほぼ毎日練習漬けの選手かつ代表クラスの選手を派遣することができる。
かつては、他国へ亡命した選手は代表には招集されなかった。ケンドリス・モラレスのように「亡命の意志がある」と見なされただけで、代表チームから追放されるケースもある（モラレスはその時点で亡命の意思はなかったが、追放されたのを機に亡命に至っている。）。代表を引退した選手はオマール・リナレスのように他国でプロ選手になることが認められる例があったものの、方針により巨額年俸での契約はできなかった。しかし、フレデリク・セペダなど現役キューバ代表選手が巨額年俸でプロ選手になるなど、アメリカ以外でプロ選手になることが解禁されることになった。この背景には、月収2000円程度(キューバ国民からしてみても大学教授並の相当高い方ではある。)と言われているキューバ代表の主力選手による亡命が頻発していることや、日本などの野球シーズンがキューバの野球シーズンオフであることが大きな理由である。さらに、2022年には、他国へ亡命した選手も代表に選ばれるようになった。

## 歴代代表選手
- 1992年バルセロナオリンピックの野球競技・キューバ代表
- 1996年アトランタオリンピックの野球競技・キューバ代表
- ボルチモア・オリオールズ対キューバ代表の親善試合
- 2000年シドニーオリンピックの野球競技・キューバ代表
- 2004年アテネオリンピックの野球競技・キューバ代表
- 2006 ワールド・ベースボール・クラシック・キューバ代表
- 2007年パンアメリカン競技大会野球キューバ代表
- 2008年北京オリンピックの野球競技・キューバ代表
- 2009 ワールド・ベースボール・クラシック・キューバ代表
- 第38回IBAFワールドカップ・キューバ代表
- 第17回IBAFインターコンチネンタルカップ・キューバ代表
- 第39回IBAFワールドカップ・キューバ代表
- 2011年パンアメリカン競技大会野球キューバ代表
- 侍ジャパンマッチ2012「日本代表 VS キューバ代表」
- 2013 ワールド・ベースボール・クラシック・キューバ代表
- 第15回ワールドポート・トーナメント キューバ代表
- 2015 WBSCプレミア12 キューバ代表
- 2017 ワールド・ベースボール・クラシック・キューバ代表
- 2019 WBSCプレミア12 キューバ代表
- 2023 ワールド・ベースボール・クラシック・キューバ代表
- 2024 WBSCプレミア12 キューバ代表